# Antarctic Snow Cruiser
L'Antarctic Snow Cruiser est un véhicule conçu entre 1937 et 1939 sous la direction de Thomas Poulter, destiné à faciliter les déplacements en Antarctique pendant l'expédition des États-Unis (1939-1941). Le Snow Cruiser est également référencé sous les noms « Le Manchot », « Manchot 1 » ou « Tortue »  dans certains documents publiés.
Poulter était à l'époque le sous-commandant de la deuxième expédition antarctique de Byrd, lancée en 1934. Pendant son service en Antarctique, Poulter a conçu plusieurs appareils innovants. L'énorme Snow Cruiser n'a cependant lui pas fonctionné comme espéré dans les conditions difficiles de l'Antarctique (les pneus, volontairement lisses pour éviter de s'incruster de neige, n'adhéraient pas à la glace) et a finalement été abandonné sur place. Redécouvert sous une épaisse couche de neige en 1958, il a de nouveau disparu par la suite en raison du changement des conditions de glace.

## Histoire

### Conception et construction
Le 29 avril 1939, Poulter et la Research Foundation of the Armour Institute of Technology montrent les plans à des fonctionnaires d'État à Washington, DC. La fondation financerait et superviserait la construction, et prêterait par la suite le véhicule au United States Antarctic Service. Les travaux commencent le 8 août 1939 et durent 11 semaines. Le 24 octobre 1939, le véhicule est mis en route pour la première fois à la Pullman Company juste au sud de Chicago, et entame un voyage de 1 640 km pour rejoindre le quai de l'armée de Boston. Au cours du trajet, un système de direction endommagé fait dévier le véhicule d'un pont sur la Lincoln Highway et il tombe dans un ruisseau près de la ville de Gomère dans l'Ohio, où il reste bloqué pendant trois jours. Après son arrivée à Boston, il part pour l'Antarctique le 15 novembre 1939, à bord de l'USCGC North Star.

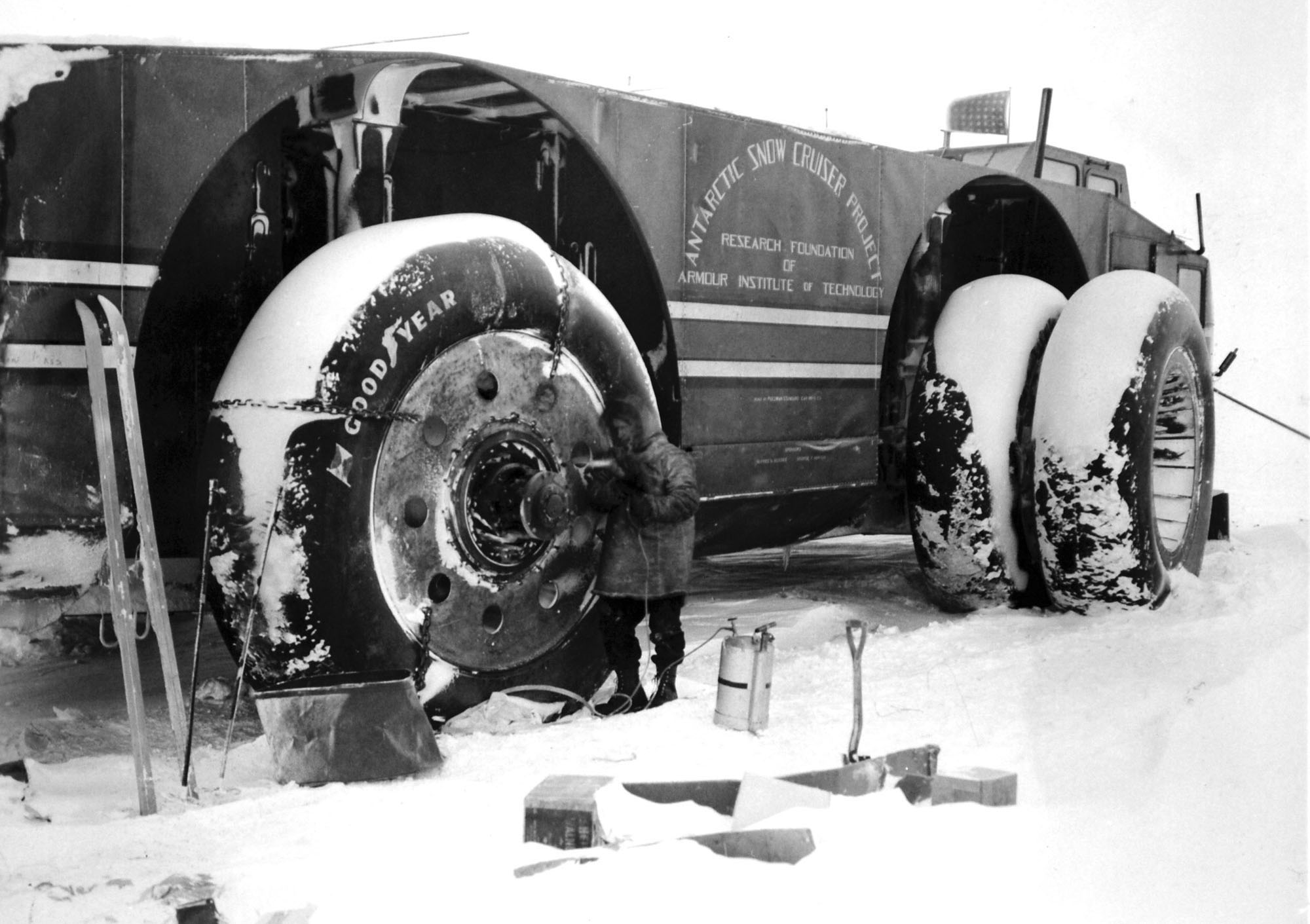
L'opérateur radio Sergent Felix Ferranto, utilisant une torche pour décongeler les moteurs-roues de l'Antarctic Snow Cruiser (23 août 1940)

### Arrivée en Antarctique
Le Snow Cruiser arrive à Little America dans la baie des Baleines, en Antarctique avec l'expédition antarctique des États-Unis au début de janvier 1940 et rencontre rapidement de nombreux problèmes. Pour débarquer le véhicule, une rampe en bois spéciale doit être construite. Alors que le véhicule quitte le navire, l'une des roues casse la rampe. L'équipage applaudit alors Poulter qui réussit à propulser le véhicule hors de la rampe, mais les acclamations cessent rapidement lorsque le véhicule s'immobilise, incapable de trouver de l'adhérence sur la neige et la glace. Les gros pneus lisses et sans bande de roulement ont été conçus à l'origine pour un grand véhicule des marais ; ils patinent et fournissent très peu de mouvement vers l'avant, s'enlisant alors jusqu'à un mètre dans la neige. L'équipage attache alors les deux pneus de secours aux roues avant du véhicule et installe des chaînes sur les roues arrière, mais cela ne suffit pas à compenser le manque d'adhérence. L'équipage découvre par la suite que les pneus génèrent plus de traction en marche arrière. Le véhicule réussit ainsi à parcourir jusqu'à 148 km d'une seule traite, en marche arrière.
Le 24 janvier 1940, Poulter retourne aux États-Unis, laissant F. Alton Wade à la tête d'une équipe incomplète. Les scientifiques mènent des expériences sismologiques, des mesures de rayons cosmiques et des prélèvements de carottes de glace tout en utilisant le Snow Cruiser recouvert de neige et de bois comme habitation. Le financement du projet finit par être annulé car les États-Unis se concentrent désormais sur la Seconde Guerre mondiale .

### Redécouverte et destin final
Au cours de l'opération Highjump à la fin de 1946, une équipe d'expédition retrouve le véhicule et découvre qu'un peu d’entretien et d'air dans les pneus suffisent à le rendre opérationnel.[réf. nécessaire]
En 1958, une expédition internationale utilisant un bulldozer tombe sur le véhicule à Little America III. Il est recouvert par sept mètres de neige mais une longue perche en bambou marque sa position. Les membres de l'équipe peuvent alors creuser jusqu'au bas des roues et mesurer avec précision la quantité de neige tombée depuis son abandon. À l'intérieur, le véhicule est exactement tel que l'équipage l'a laissé, avec des papiers, des magazines et des cigarettes éparpillés tout autour.[réf. nécessaire]
Les expéditions ultérieures passant par ces coordonnées ne rapportent aucune trace du véhicule. S'il existe une théorie expliquant que le Snow Cruiser aurait été récupéré par l'Union soviétique pendant la guerre froide, le véhicule se trouve probablement au fond de l'océan Austral ou enfoui profondément sous la neige et la glace. La glace antarctique est en mouvement constant et la plate-forme de glace se déplace constamment vers la mer. En 1963, une grande partie de la plate-forme de glace de Ross s'est rompue et s'est éloignée ; la rupture s'est produite tout au long de Little America.

## Caractéristiques du véhicule
| Attribut                             | La description |
| ------------------------------------ | --- |
| Longueur                             | 17 mètres |
| Largeur                              | 6,06 mètres |
| Hauteur                              | Roues rentrées : 3,7 mètres Roues étendues : 4,9 mètres                                                                                          |
| Poids (chargé)                       | 34 000 kg |
| Portée                               | 8 000 km |
| Vitesse maximum                      | 48 km/h |
| Autosuffisance                       | Un an dans les conditions les plus extrêmes |
| Capacité de carburant                | 9 500 litres, stockés sous le plancher |
| Capacité de carburant supplémentaire | 3 800 litres, stockés sur le toit |
| Taille de l'équipage                 | Cinq personnes |
| Coût estimé                          | 300 000 $ ( 5.5 millions de dollars aujourd'hui)                                                                                                 |
| Compartiments de cabine              | cabine de contrôle, atelier d'usinage, combinaison cuisine / chambre noire, stockage de carburant, stockage de nourriture, deux pneus de secours |

| Attribut                                               | La description                                                                                                   |
| ------------------------------------------------------ | --- |
| Configuration                                          | Hybride diesel-électrique (deux moteurs diesel, deux générateurs, quatre moteurs électriques)                    |
| Fabricant et modèle de moteur diesel                   | Moteur Cummins H-6                                                                                               |
| Puissance nominale du moteur diesel                    | 150 chevaux impériaux (112 kW) à 1 800 tr/min – 300 chevaux impériaux (224 kW) totale combinée pour deux moteurs |
| Configuration du moteur diesel                         | Six cylindres en ligne; aspiré naturellement                                                                     |
| Cylindrée du moteur diesel                             | 11 000 cc |
| Alésage et course du moteur diesel                     | 4+7/8 po (26,225 mm) alésage x 6 po (152,4 mm) course                                                            |
| Générateurs électriques                                | General Electric                                                                                                 |
| Fabricant de moteurs électriques                       | General Electric                                                                                                 |
| Puissance nominale du moteur d'entraînement électrique | 75 chevaux impériaux (56 kW) – 300 chevaux impériaux (224 kW) totale combinée pour 4 moteurs                     |
| Fabricant de pneus                                     | Goodyear Tire and Rubber Company                                                                                 |
| Dimensions des pneus                                   | 120 po (3 048 mm) diamètre extérieur x 66 po (1 676,4 mm) diamètre intérieur x 33,5 po (850,9 mm) largeur        |

## Fonctionnalités innovantes
La liste suivante est une liste des fonctionnalités innovantes incluses.
- Les roues et les pneus sont rentrés dans des logements où ils sont chauffés par les gaz d'échappement du moteur. Cela empêche la fissuration à basse température du caoutchouc.
- De longs porte-à-faux avant et arrière sur le châssis aident à traverser les crevasses jusqu'à 15 pieds (5 m) de large. Les roues avant peuvent être rétractées pour que l'avant puisse être poussé à travers la crevasse. Les roues avant doivent ensuite être étendues (et les roues arrière rentrées) pour tirer le véhicule sur le reste du chemin. Ce processus nécessite une procédure complexe en vingt étapes.
- Un coussin sur le dessus du véhicule a été conçu pour accueillir un petit avion (un biplan Beechcraft à cinq passagers). Un treuil sécurise l'avion en place. L'avion peut être utilisé pour effectuer des relevés aériens.
- Le liquide de refroidissement du moteur circule dans toute la cabine pour le chauffage. Le système de chauffage est très efficace et l'équipage a indiqué qu'il n'avait besoin que de couvertures légères pour dormir.
- L'excès d'énergie électrique peut être stocké dans des batteries pour les feux de circulation et l'équipement lorsque le moteur ne tourne pas.
- Le train d'entraînement diesel-électrique permet des moteurs plus petits et donc plus d'espace pour l'équipage, en raison de l'élimination des gros composants d'entraînement mécaniques dans tout le véhicule. Il s'agit probablement de la première application d'un groupe motopropulseur diesel-électrique dans un véhicule à quatre roues de cette taille; cette conception est maintenant courante dans les gros camions miniers modernes.